# Lepidium lyratogynum
Lepidium lyratogynum är en korsblommig växtart som beskrevs av Hewson. Lepidium lyratogynum ingår i släktet krassingar, och familjen korsblommiga växter. Inga underarter finns listade i Catalogue of Life.